# Ballongdans
Ballongdans är en typ av scenframträdande där en eller flera personer är nakna och skyler sig med ballonger. Allteftersom ballongerna sprängs blir detta svårare.
Ballongdansen kommer ursprungligen från det brittiska TV-programmet O.T.T. där komikerna Malcolm Hardee, Martin Clarke samt Martin Soan utförde dansen 1982 i segmentet "The Greatest Show on Legs". Musiken som används är String-a-longs instrumentala låt "Wheels".
1982 framfördes dansen även i Nöjesmaskinen, då av Lasse Åberg, Sven Melander och Bosse Larsson. 
I Sverige spelade Curt Haagers in den dans som alltid används vid dessa framträdanden. 
Under 90- och 00-tal har det på sina håll blivit tradition att ballongdansen förekommer vid exempel skolavslutningar eller i studentsammanhang.[källa behövs] Då framträder ofta både unga män och kvinnor, männen helt nakna och kvinnor ofta topless.[källa behövs]